# Bahnstrecke Solothurn–Biel/Bienne
| Re 460 im Jahr 2014 bei der Durchfahrt in Grenchen Süd |                      |                                |                                |
| Streckennummer (BAV): | 410                  |                                |                                |
| Fahrplanfeld: | 410                  |                                |                                |
| Streckenlänge: | 25.55 km             |                                |                                |
| Spurweite: | 1435 mm (Normalspur) |                                |                                |
| Stromsystem: | 15 kV 16,7 Hz ~      |                                |                                |
| |                      |                                |                                |
| \| \| \| SBB von Olten \| \| \| \| \| SBB von Herzogenbuchsee \| \| \| \| \| RBS von Bern \| \| \| \| 73,8 \| Solothurn \| 432 m ü. M. \| \| \| \| ASm nach Niederbipp \| \| \| \| \| Aarebrücke Solothurn (104 m) \| \| \| \| 74,7 \| Solothurn West \| 432 m ü. M. \| \| \| \| BLS nach Moutier \| \| \| \| 75,7 \| Solothurn Allmend \| 443 m ü. M. \| \| \| 76,7 \| Bellach \| 443 m ü. M. \| \| \| 77,6 \| Bellach ehemaliger Bahnhof \| 429 m ü. M. \| \| \| 77,6 \| Bellach Industrie \| Bellach Industrie \| \| \| 80,6 \| Selzach \| 438 m ü. M. \| \| \| 82,8 \| Bettlach \| 440 m ü. M. \| \| \| 85,3 \| Grenchen Süd \| 440 m ü. M. \| \| \| \| Mösliviadukt (285 m) \| \| \| \| \| Kantonsgrenze BE-SO \| \| \| \| 88,0 \| SBB/BLS von Basel–Moutier \| SBB/BLS von Basel–Moutier \| \| \| 88,0 \| Lengnau \| 439 m ü. M. \| \| \| 90,2 \| Pieterlen \| 435 m ü. M. \| \| \| \| Wildquerung Bann (86 m) \| \| \| \| 94,0 \| Biel/Bienne Bözingenfeld/Champ[1] \| Biel/Bienne Bözingenfeld/Champ[1] \| \| \| 95,8 \| Biel Mett Abzweigung \| Biel Mett Abzweigung \| \| \| \| \| \| \| \| 96,3 \| Biel Mett \| 443 m ü. M. \| \| \| 96.6 \| Biel Produktionsanlage Ost \| 439 m ü. M. \| \| \| \| \| \| \| \| 98,0 \| SBB nach und von Bern \| SBB nach und von Bern \| \| \| \| \| \| \| \| \| ASm von Ins \| \| \| \| 99,4 \| Biel/Bienne \| Biel/Bienne \| \| \| \| SBB nach Sonceboz \| \| \| \| \| SBB nach Lausanne \| \| \| \| \| Nidau (1858–1860) \| \| |                      |                                |                                |
| Strecke |                      | SBB von Olten                  | SBB von Olten                  |
| Abzweig geradeaus und von links |                      | SBB von Herzogenbuchsee        | SBB von Herzogenbuchsee        |
| Strecke · Strecke von links |                      | RBS von Bern                   | RBS von Bern                   |
| Kopfbahnhof Streckenanfang · Bahnhof · Kopfbahnhof Streckenende | 73,8                 | Solothurn                      | 432 m ü. M.                    |
| Strecke nach rechts · Strecke |                      | ASm nach Niederbipp            | ASm nach Niederbipp            |
| Brücke über Wasserlauf |                      | Aarebrücke Solothurn (104 m)   | Aarebrücke Solothurn (104 m)   |
| Bahnhof | 74,7                 | Solothurn West                 | 432 m ü. M.                    |
| Abzweig geradeaus und nach rechts |                      | BLS nach Moutier               | BLS nach Moutier               |
| Haltepunkt / Haltestelle | 75,7                 | Solothurn Allmend              | 443 m ü. M.                    |
| Haltepunkt / Haltestelle | 76,7                 | Bellach                        | 443 m ü. M.                    |
| Dienststation / Betriebs- oder Güterbahnhof Streckenende | 77,6                 | Bellach ehemaliger Bahnhof     | 429 m ü. M.                    |
| Dienststation / Betriebs- oder Güterbahnhof | 77,6                 | Bellach Industrie              | Bellach Industrie              |
| Bahnhof | 80,6                 | Selzach                        | 438 m ü. M.                    |
| Haltepunkt / Haltestelle | 82,8                 | Bettlach                       | 440 m ü. M.                    |
| Bahnhof | 85,3                 | Grenchen Süd                   | 440 m ü. M.                    |
| Kreuzung geradeaus unten · Strecke von rechts |                      | Mösliviadukt (285 m)           | Mösliviadukt (285 m)           |
| Grenze · Grenze |                      | Kantonsgrenze BE-SO            | Kantonsgrenze BE-SO            |
| Abzweig geradeaus und von links · Strecke nach rechts | 88,0                 | SBB/BLS von Basel–Moutier      | SBB/BLS von Basel–Moutier      |
| Bahnhof | 88,0                 | Lengnau                        | 439 m ü. M.                    |
| Haltepunkt / Haltestelle | 90,2                 | Pieterlen                      | 435 m ü. M.                    |
| Brücke |                      | Wildquerung Bann (86 m)        | Wildquerung Bann (86 m)        |
| Haltepunkt / Haltestelle | 94,0                 | Biel/Bienne Bözingenfeld/Champ | Biel/Bienne Bözingenfeld/Champ |
| Dienststation / Betriebs- oder Güterbahnhof | 95,8                 | Biel Mett Abzweigung           | Biel Mett Abzweigung           |
| Strecke von links · Abzweig geradeaus und nach rechts |                      |                                |                                |
| Strecke · Haltepunkt / Haltestelle | 96,3                 | Biel Mett                      | 443 m ü. M.                    |
| Dienststation / Betriebs- oder Güterbahnhof · Strecke | 96.6                 | Biel Produktionsanlage Ost     | 439 m ü. M.                    |
| Strecke nach links · Kreuzung geradeaus oben · Strecke von rechts |                      |                                |                                |
| Strecke · Abzweig geradeaus, nach links und von links | 98,0                 | SBB nach und von Bern          | SBB nach und von Bern          |
| Abzweig geradeaus und von links · Strecke nach rechts |                      |                                |                                |
| Strecke · Strecke von links |                      | ASm von Ins                    | ASm von Ins                    |
| Bahnhof · Kopfbahnhof Streckenende | 99,4                 | Biel/Bienne                    | Biel/Bienne                    |
| Abzweig geradeaus und nach rechts |                      | SBB nach Sonceboz              | SBB nach Sonceboz              |
| Abzweig ehemals geradeaus und nach rechts |                      | SBB nach Lausanne              | SBB nach Lausanne              |
| Kopfbahnhof Streckenende (Strecke außer Betrieb) |                      | Nidau (1858–1860)              | Nidau (1858–1860)              |

Die Bahnstrecke Solothurn–Biel/Bienne ist eine schweizerische Eisenbahnstrecke, die von Solothurn nach Biel/Bienne führt. 
Die Strecke befindet sich seit 1902 im Besitz der Schweizerischen Bundesbahnen (SBB) und ist ein Teil der Jurasüdfusslinie, einer wichtigen Ost-West-Verbindung in der Schweiz. Wegen der kurvenreichen Strecke am Neuenburgersee wird die Jurasüdfusslinie mit Neigezügen befahren.

## Geschichte

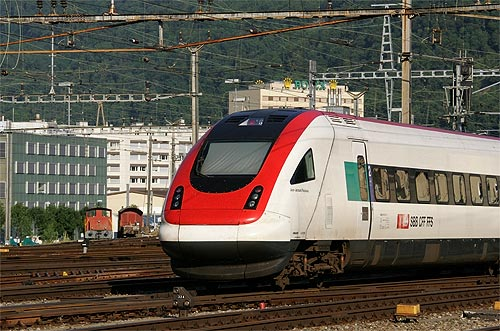
IC-Neigezug bei der Einfahrt in den Bahnhof Biel/Bienne (2005)

Die Bahnstrecke Herzogenbuchsee–Solothurn–Biel/Bienne wurde von der Schweizerischen Centralbahn (SCB) am 1. Juni 1857 eröffnet. Heute ist die alte Strecke von Herzogenbuchsee nach Solothurn ein Teil der Ausbaustrecke Solothurn–Wanzwil. 1858 baute die SCB eine kurze Strecke vom Bahnhof Biel nach Nidau am Bielersee, von wo aus über den Seeweg eine Verbindung zum im Jahr 1859 gebauten provisorischen Bahnhof in Frienisberg bei Le Landeron bestand. Als 1860 darauf die Lücke entlang des Nordufers des Bielersees von Biel nach Le Landeron durch die Schweizerische Ostwestbahn (OWB) geschlossen wurde, legte die SCB die kurze Strecke von Biel nach Nidau am 10. Dezember 1860 wieder still.
Seit 1915 die Münster-Lengnau-Bahn in Betrieb ist, zweigen die von Biel nach Basel fahrenden Züge in Lengnau von der Jurasüdfusslinie ab und gelangen durch den Grenchenbergtunnel in den Jura. Am 4. September 1922 eröffneten die SBB die Verbindungsschlaufe vom Rangierbahnhof Biel/Bienne West nach Madretsch, die dort ohne Richtungswechsel in die Strecke Biel/Bienne–Bern mündet.
Zwischen Olten und Biel wurde am 23. Dezember 1927 der elektrische Betrieb aufgenommen. Die Verbindungsschlaufe Biel/Bienne RB West – Madretsch folgte am 15. Mai 1928. 
Der Ausbau auf Doppelspur erfolgte in mehreren Etappen:
| Datum              | Abschnitt                  | km            |
| ------------------ | -------------------------- | ------------- |
| 1. Mai 1920        | Lengnau – Biel Mett        | 87,99 – 96,25 |
| 1. Juni 1923       | Biel Mett – Biel/Bienne    | 96,25 – 99,37 |
| 15. Mai 1931       | Grenchen Süd – Lengnau     | 85,31 – 87,99 |
| 24. September 1931 | Bettlach – Grenchen Süd    | 82,92 – 85,31 |
| 22. Dezember 1931  | Selzach – Bettlach         | 80,69 – 82,92 |
| 22. Mai 1932       | Solothurn West – Selzach   | 74,78 – 80,69 |
| 8. April 1938      | Solothurn – Solothurn West | 73,82 – 74,78 |

2013 wurde mit Solothurn Allmend eine zusätzliche Haltestelle zwischen dem Bahnhof Solothurn West und Bellach eröffnet.
Biel Produktionsanlage Ost (BIPO), der frühere Rangierbahnhof Biel/Bienne, wurde 2019 bis 2022 erneuert. Als Rangierbahnhof dient die Anlage längst nicht mehr. Sie erhielt u. a. ein neues Stellwerk und geänderte Gleisanlagen, um den Güter- und Personenverkehr zu trennen. Die Produktionsanlage Ost dient als Produktionsstandort für den Wagenladungsverkehr, als Serviceanlage für den Personenverkehr und zum Abstellen von Wagen. Zudem ermöglicht sie direkte Fahrten von Solothurn in Richtung Lyss–Bern.

## Unfälle
Am 4. August 2007 kollidierten zwei Güterzüge der BLS mit je zwei vielfachgesteuerten Re 4/4 frontal im Rangierbahnhof Biel. Ein Lokomotivführer wurde verletzt; es entstand grosser Sachschaden. Wegen Bauarbeiten waren die Güterzüge bei Biel Mett über den Rangierbahnhof umgeleitet worden. Einer der Lokomotivführer hatte keine Streckenkenntnis im Rangierbahnhof.